# Dębień (powiat działdowski)
Dębień – wieś w Polsce położona w województwie warmińsko-mazurskim, w powiecie działdowskim, w gminie Rybno. W latach 1975–1998 miejscowość administracyjnie należała do województwa ciechanowskiego.
Duża wieś położona w otulinie Welskiego Parku Krajobrazowego.

## Historia
Miejscowość - pod nazwą Eichenwalde - założona została w 1335 r. jako majątek lenny o powierzchni 30 włók (ok. 540 ha), na prawie chełmińskim. W późniejszych latach miejscowość zapisywana była jako:  Dembyonyc, Debio, Dembien i w końcu Dembień. W XVII wieku Łukasz z Dębieński z Dębienia zapisał kościołowi w Rumianie darowiznę w wysokości 700 ówczesnych złotych.

## Zabytki
- Budynek szkolny z 1915 r.
- Głaz narzutowy - pomnik przyrody nieożywionej